# گرهارد اشتراک
گرهارد اشتراک (به آلمانی: Gerhard Strack) بازیکن فوتبال و هافبک اهل آلمان بود که از سال ۱۹۸۲ میلادی عضو تیم ملی فوتبال آلمان بوده‌است. وی در ۱۰ بازی ملی حضور داشته است و آخرین بازی ملی خود را در سال ۱۹۸۳ میلادی انجام داد. گرهارد اشتراک در بازی‌های ملی‌اش ۱ گل به ثمر رساند.